# RV Andromedae
Désignations
RV Andromedae est une étoile variable de la constellation d'Andromède. Elle est classée comme une étoile géante variable semi-régulière et a une magnitude apparente qui varie de 9,0 à 11,5.
C'est l'une des étoiles variables de type Mira où une commutation de mode des pulsations a été observée ; l'amplitude et les périodes ont été observées diminuer puis remonter à des valeurs proches des précédentes.